# Козловский, Василий Акимович
Василий Акимович Козловский (17 сентября 1924 — 17 октября 2017) — председатель колхоза «Маяк» Окницкого района Молдавской ССР, Герой Социалистического Труда.

## Биография
Родился в 1924 году в селе Курники (сейчас Виньковецкий район Хмельницкой области). Член КПСС с 1955 года.
Участник Великой Отечественной войны, место службы: 1194 сп 359 сд 6 А 1 УкрФ.
С 1947 работал агрономом в родном селе. С 1950 года агроном колхоза «Маяк» Окницкого района Молдавской ССР. С 1951 по 1982 год председатель колхоза.
К концу 1950-х годов урожайность пшеницы на его полях увеличилась до 30 центнеров с гектара, кукурузы – до 60, сахарной свёклы – до 280-300 центнеров. На средства колхоза в Ружнице были построены типовое здание средней школы, детский сад, Дом культуры, магазины и другие социально-бытовые учреждения.  Сам колхоз был награждён орденом Ленина - первым в Молдавской ССР. 
Указом Президиума Верховного Совета СССР от 31 декабря 1965 года присвоено звание Героя Социалистического Труда с вручением ордена Ленина и золотой медали «Серп и Молот».
Избирался депутатом Верховного Совета Молдавской ССР 6-го созыва.
Умер в 2017 году.
Соавтор книги:
- Система ведения хозяйства - в действии [Текст] / В. А. Козловский, Герой Соц. Труда, пред. колхоза "Маяк" Единецкого р-на, Н. Н. Походенко, канд. экон. наук. - Кишинев : Картя молдовеняскэ, 1974. - 80 с. : ил.; 16 см.